# Nötesundsbron

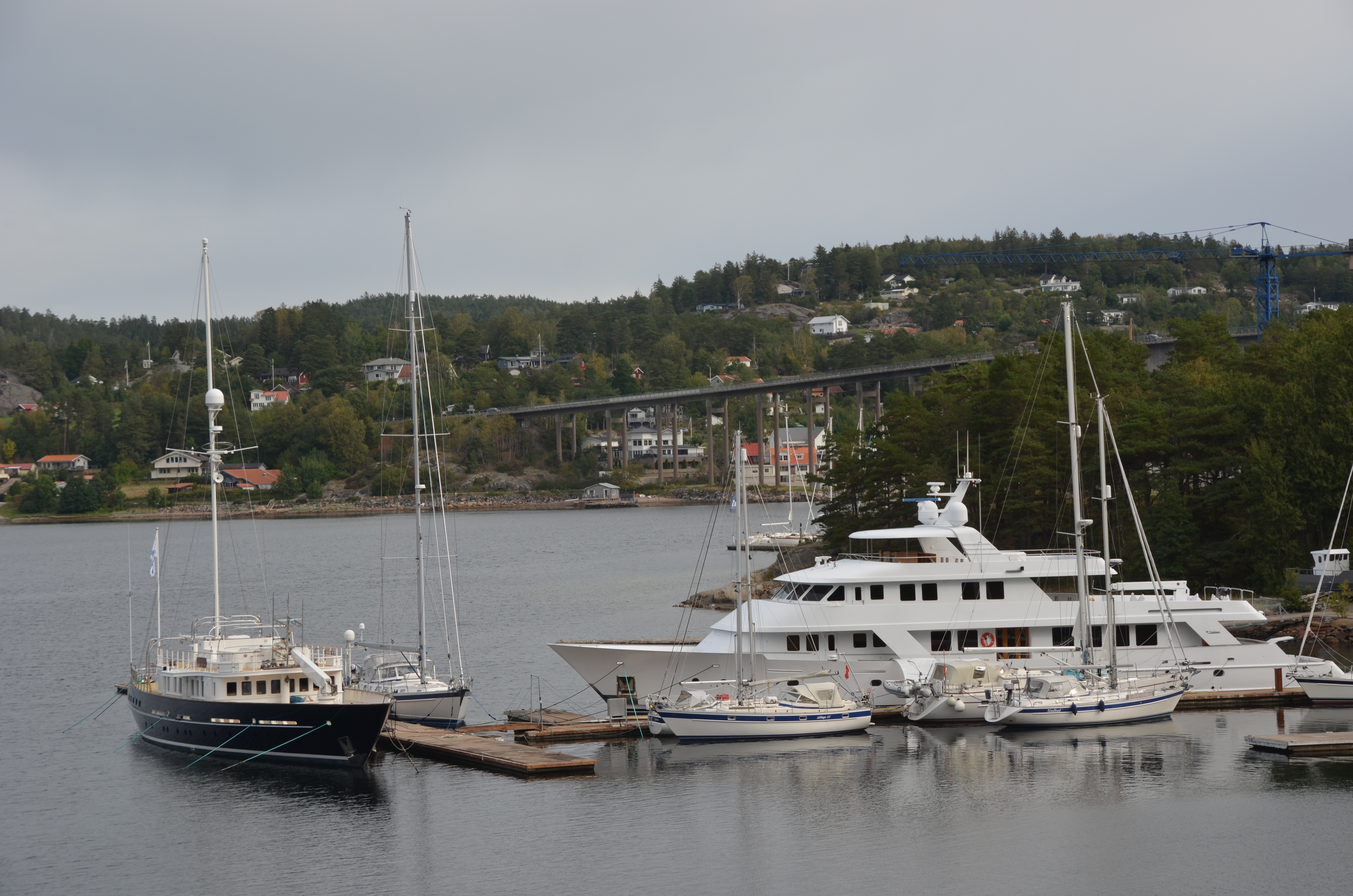
Bågen från fastlandet till Vindön på Nötesundsbrons norra del, med Vindö hamn i förgrunden

Nötesundsbron är en vägbro längs länsväg 160. Den korsar gränsen mellan Uddevalla kommun och Orusts kommun. Vägen fortsätter söderut i en tunnel direkt efter brofästet (Vindötunneln, ca 550 m lång, som går genom ön Vindön). Söder om tunneln ligger en bro till, Vindöbron, ca 500 m lång, som når ön Orust. Nötesundsbron är 614 meter lång. Den byggdes 1966.